# Segon estatge del Cambrià
| ⇦ CAMBRIÀ ⇨ |              |                |             |                                                                        |
| Període     | Sèrie        | Estatge        | Edat (Ma)   | EGL                                                                    |
| Cambrià     | Furongià     | Desè estatge   | ~ 489,5     | Estratotip Global de Límit encara per definir                          |
| Cambrià     | Furongià     | Jiangshanià    | ~ 494       | Estratotip Global de Límit: Secció B de Duibian (Zhejiang, Xina)       |
| Cambrià     | Furongià     | Paibià         | ~ 497       | Estratotip Global de Límit: Secció de Paibi (Hunan, Xina)              |
| Cambrià     | Miaolingià   | Guzhanguià     | ~ 500,5     | Estratotip Global de Límit: Secció de Luoyixi (Hunan, Xina)            |
| Cambrià     | Miaolingià   | Drumià         | ~ 504,5     | Estratotip Global de Límit: Esquistos de Wheeler (Utah, Estats Units)  |
| Cambrià     | Miaolingià   | Wuliuà         | ~ 509       | Estratotip Global de Límit: Secció de Wuliu-Zengjiayan (Guizhou, Xina) |
| Cambrià     | Segona sèrie | Quart estatge  | ~ 514       | Estratotip Global de Límit encara per definir                          |
| Cambrià     | Segona sèrie | Tercer estatge | ~ 521       | Estratotip Global de Límit encara per definir                          |
| Cambrià     | Terranovià   | Segon estatge  | ~ 529       | Estratotip Global de Límit encara per definir                          |
| Cambrià     | Terranovià   | Fortunià       | 541,0 ± 1,0 | Estratotip Global de Límit: Secció de Fortune Head (Terranova, Canadà) |

|-
El segon estatge del Cambrià, que encara no ha rebut un nom oficial, és l'estatge faunístic superior de la sèrie del Terranovià. Segueix el Fortunià i precedeix el tercer estatge del Cambrià. Sovint se l'anomena «Tommotià», en referència a l'estratigrafia cambriana de Sibèria. La Comissió Internacional d'Estratigrafia encara ha de fixar-ne tant el límit superior com l'inferior. Algunes de les propostes pel límit inferior són l'aparició de la «fauna petita amb closca», la d'una espècie d'arqueociat i la del mol·lusc Watsonella crosbyi, fa ~ 529 milions d'anys. El límit superior proposat podria ser la primera aparició dels trilobits, fa ~ 521 milions d'anys.
Un dels possibles EGL és la primera aparició de Watsonella crosbyi a la formació de Zhujiaqing (Yunnan, Xina) o a la formació de Pestrotsvet, a prop del riu Aldan, a la Plataforma Siberiana.